# Pałac w Ciechanowicach
Pałac w Ciechanowicach – pałac z XVII w. w Ciechanowicach, w powiecie kamiennogórskim, wpisany do rejestru zabytków nieruchomych województwa dolnośląskiego.
Zabytkowy budynek położony w przełomie Bobru, na pograniczu Gór Kaczawskich i Rudaw Janowickich w Sudetach Zachodnich.

## Historia
W XVI w. był to renesansowy dwór otoczony fosą. Pierwsza udokumentowana informacja dotycząca budowli sięga roku 1568. Obiekt został przebudowany na barokowy pałac na wodzie na początku XVIII w. Kolejna przebudowa miała miejsce w 1846 r. dla hrabiego Fryderyka Bernarda von Prittwitza. W 1945 obiekt upaństwowiono, lokując w nim ośrodek kolonijny. Od 1970 roku w pałacu mieścił się dom dziecka, a następnie szkoła. W 2008 roku pałac został zakupiony przez Andrzeja Mellera, który sfinansował całościowy remont zabytkowego założenia.
Pałac neobarokowy, kryty dachem dwuspadowym z facjatą w osi głównej. Od północnego zachodu oszklona weranda. Siedmioosiowa fasada główna ozdobiona jest pilastrami kompozytowymi i portalem z pierwszej poł. XVIII w. wspierającym balkon. Okna w obramowaniach z piaskowca. We wnętrzu zachowały się sztukaterie i boazerie.

### Freski
Podczas prac remontowych w 2010 roku przy zakładaniu instalacji elektrycznej we wnętrzach, pod grubą warstwą tynku przypadkowo odkryto XVI-wieczne freski. Freski pokrywają niemal wszystkie ściany pomieszczeń na pierwszym piętrze (570 metrów) oraz sufit w Sali Rycerskiej na parterze. W jednym z pomieszczeń odkryty został poczet cesarzy rzymskich (datowany na 1588 rok). Wartość artystyczna fresków porównywalna jest z freskami wawelskimi.
Ogród
Wokół pałacu rozpościera się ogród krajobrazowy z pierwszej poł. XIX w. Otaczał go kamienny mur wsparty na cokołach, z których kilka się zachowało.
Założenie znajduje się w strefie ochrony konserwatorskiej z wpisem do rejestru pod nr A/1484/442 z dnia 16.06.1959 r.

## Galeria

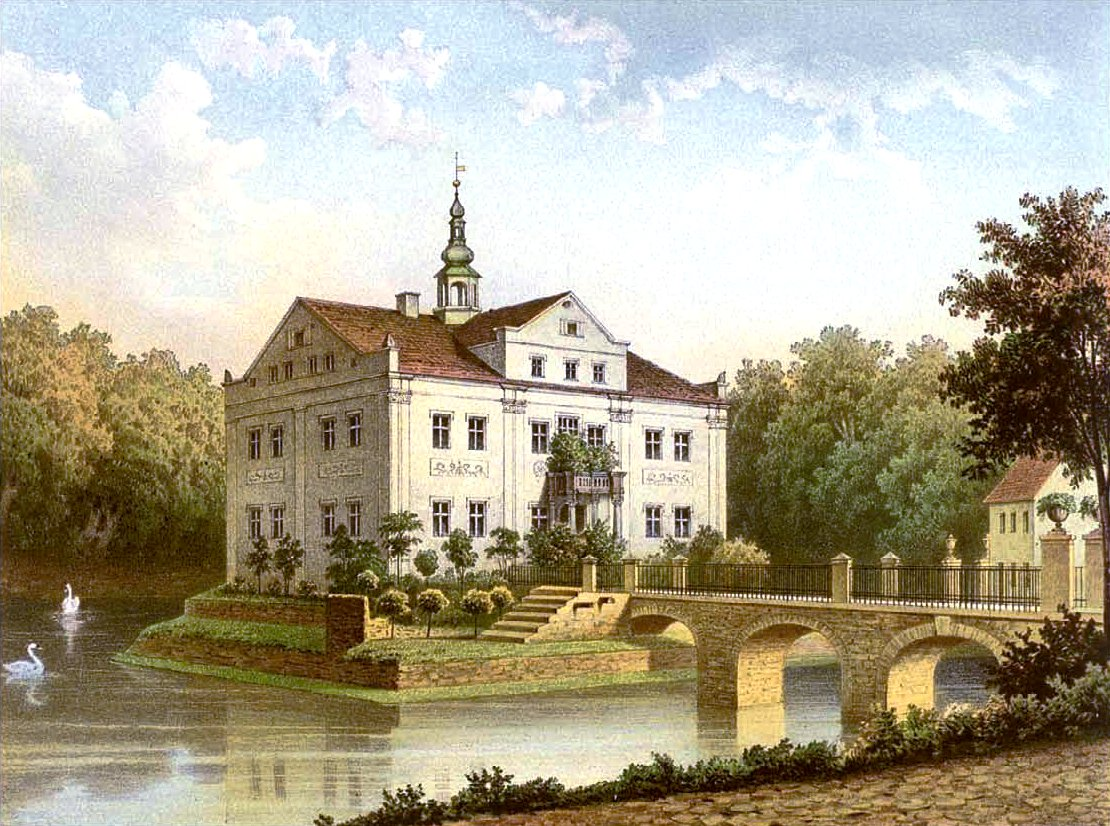
Litografia Dunckera, lata 1857-1883
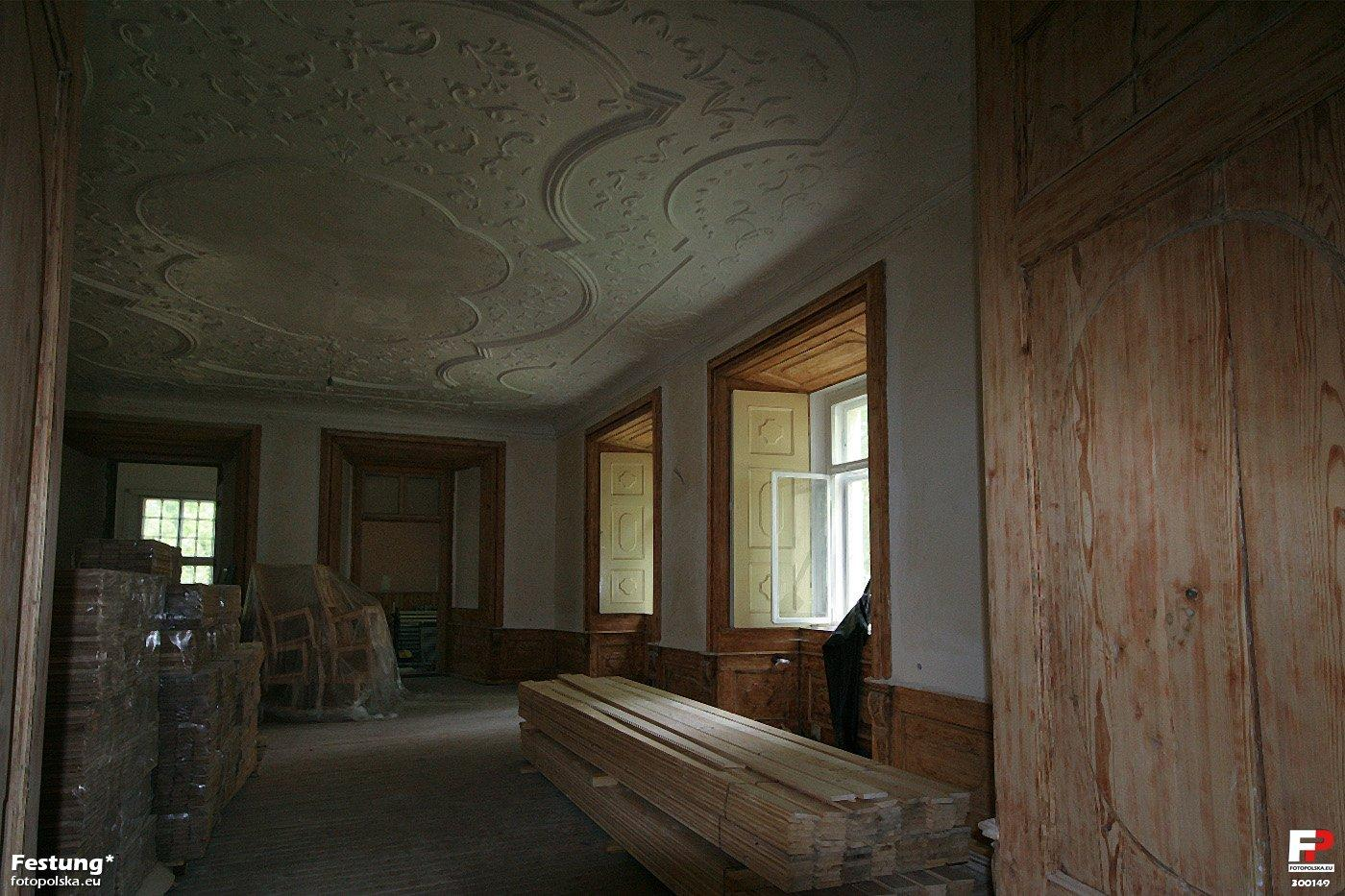
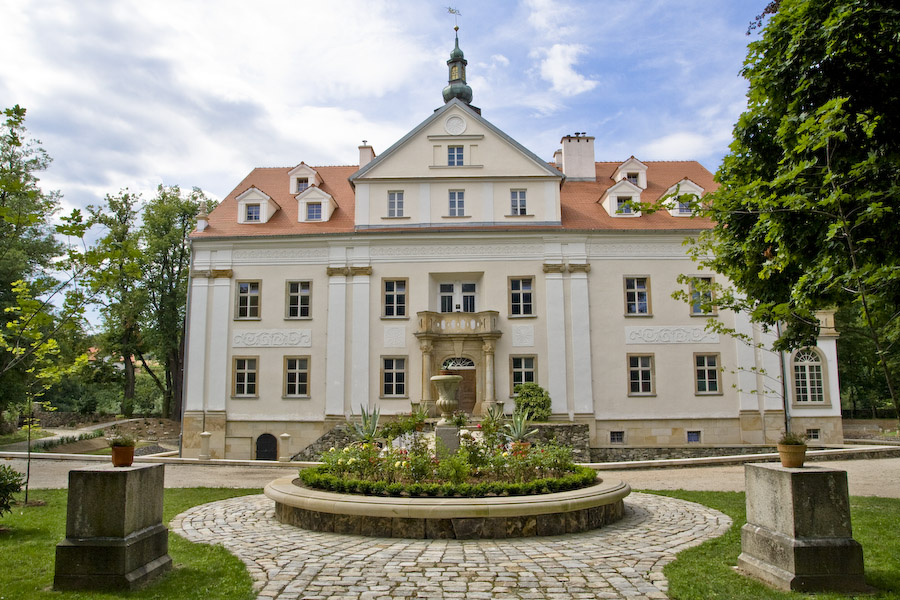